# Thailand Open 2024
Thailand Open 2024 byl tenisový turnaj na ženském profesionálním  okruhu WTA Tour hraný v klubu True Arena Hua Hin. Čtvrtý ročník Thailand Open probíhal mezi 29. lednem a 4. únorem 2024 v thajském Chua Chinu na tvrdém povrchu DecoTurf.
Turnaj dotovaný 267 082 dolary patřilí do kategorie WTA 250. Nejvýše nasazenou singlistkou se stala třicátá sedmá tenistka světa Magda Linetteová z Polska, kterou v úvodním kole vyřadila Šnajderová. Jako poslední přímá účastnice do dvouhry nastoupila japinská 93. hráčka žebříčku Nao Hibinová. V důsledku invaze Ruska na Ukrajinu na konci února 2022 řídící organizace tenisu ATP, WTA a ITF s grandslamy rozhodly, že ruští a běloruští tenisté mohli dále na okruzích startovat, ale do odvolání nikoli pod vlajkami Ruska a Běloruska.
První titul na okruhu WTA Tour vybojovala ve dvouhře 19letá Diana Šnajderová, která se po skončení vrátila do elitní světové stovky. Po Navarrové v Hobartu se v probíhající sezóně stala druhou šampionkou, jež vyhrála debutovou trofej. Deblovou soutěž ovládla Japonka Miju Katová s Indonésankou Aldila Sutjiadiová a získaly tak třetí společnou trofej.

## Rozdělení bodů a finančních odměn

### Rozdělení bodů
| Soutěž  | Soutěž      | vítězky | finalistky | semifinalistky | čtvrtfinalistky | 16 v kole | 32 v kole | Q  | Q2 | Q1 |
| ------- | ----------- | ------- | ---------- | -------------- | --------------- | --------- | --------- | -- | -- | -- |
| dvouhra | [ 2 ] [ 7 ] | 250     | 163        | 98             | 54              | 30        | 1         | 18 | 12 | 1  |
| čtyřhra | [ 8 ]       | 250     | 163        | 98             | 54              | 1         | —         | —  | —  | —  |

### Finanční odměny
| Soutěž                                | Soutěž      | vítězky  | finalistky | semifinalistky | čtvrtfinalistky | 16 v kole | 32 v kole | Q2      | Q1      |
| ------------------------------------- | ----------- | -------- | ---------- | -------------- | --------------- | --------- | --------- | ------- | ------- |
| dvouhra                               | [ 2 ] [ 7 ] | 36 250 $ | 20 830 $   | 11 610 $       | 6 608 $         | 4 040 $   | 2 890 $   | 2 140 $ | 1 380 $ |
| čtyřhra                               | [ 8 ]       | 12 820 $ | 7 210 $    | 4 140 $        | 2 470 $         | 1 900 $   | —         | —       | —       |
| částka ve čtyřhrách je uvedena na pár |             |          |            |                |                 |           |           |         |         |

## Ženská dvouhra

### Nasazení
| Stát                          | Hráčka                    | WTA | Nasazení |
| ----------------------------- | ------------------------- | --- | -------- |
| Polsko                        | Magda Linetteová          | 24. | 1.       |
| Čína                          | Ču Lin                    | 32. | 2.       |
| Čína                          | Wang Sin-jü               | 36. | 3.       |
| Německo                       | Tatjana Mariová           | 42. | 4.       |
| Čína                          | Wang Si-jü                | 60. | 5.       |
| Čína                          | Jüan Jüe                  | 61. | 6.       |
| Kazachstán                    | Julia Putincevová         | 64. | 7.       |
| Slovensko                     | Anna Karolína Schmiedlová | 68. | 8.       |
| Žebříček WTA k 15. lednu 2024 |                           |     |          |

### Jiné formy účasti
Následující hráčky obdržely divokou kartu do hlavní soutěže:
- Thasaporn Naklová
- Lanlana Tararudíová
- Ajla Tomljanovićová

Následující hráčka nastoupila pod žebříčkovou ochranou:
- Wang Čchiang

Následující hráčky postoupily z kvalifikace:
- Dalma Gálfiová
- Arianne Hartonová
- Mai Hontamová
- Alina Kornějevová
- Chloé Paquetová
- Taylah Prestonová

Následující hráčka postoupila z kvalifikace jako šťastná poražená:
- Anastasija Tichonovová

### Odhlášení
před zahájením turnaje
- Claire Liuová → nahradila ji Anastasija Tichonovová
- Diane Parryová → nahradila ji  Wang Ja-fan
- Arantxa Rusová → nahradila ji Kamilla Rachimovová
- Majar Šarífová → nahradila ji  Wang Čchiang
- Laura Siegemundová → nahradila ji  Katie Volynetsová
- Viktorija Tomovová → nahradila ji Diana Šnajderová

## Ženská čtyřhra

### Nasazení
| Stát                                                                      | Hráčka                | Stát      | Hráčka              | WTA  | Nasazení |
| ------------------------------------------------------------------------- | --------------------- | --------- | ------------------- | ---- | -------- |
| Japonsko                                                                  | Miju Katová           | Indonésie | Aldila Sutjiadiová  | 54.  | 1.       |
| Čína                                                                      | Kuo Chan-jü           | Čína      | Ťiang Sin-jü        | 132. | 2.       |
| Itálie                                                                    | Angelica Moratelliová | Itálie    | Camilla Rosatellová | 166. | 3.       |
| Nizozemsko                                                                | Bibiane Schoofsová    | Česko     | Anna Sisková        | 169. | 4.       |
| Žebříček WTA k 15. lednu 2024; číslo je součtem umístění obou členek páru |                       |           |                     |      |          |

### Jiné formy účasti
Následující páry obdržely divokou kartu:
- Liang En-šuo /  Lanlana Tararudíová
- Thasaporn Naklová /  Salakthip Ounmuangová

Následující pár nastoupil z pozice náhradníka:
- Kimberly Birrellová /  Dalma Gálfiová

### Odhlášení
před zahájením turnaje
- Wang Sin-jü /  Čeng Saj-saj → nahradily je  Kimberly Birrellová /  Dalma Gálfiová

## Přehled finále

### Ženská dvouhra
- Diana Šnajderová vs.  Ču Lin, 6–3, 2–6, 6–1

### Ženská čtyřhra
- Miju Katová /  Aldila Sutjiadiová vs.  Kuo Chan-jü /  Ťiang Sin-jü, 6–4, 1–6, [10–7]